# Grand Prix automobile de France 2022
GP précédent GP suivant
Le Grand Prix automobile de France 2022 (Formula 1 Lenovo Grand Prix de France 2022) disputé le 24 juillet 2022 sur le circuit Paul-Ricard, est la 1069e épreuve du championnat du monde de Formule 1 courue depuis 1950. Il s'agit de la soixante-deuxième édition du Grand Prix de France comptant pour le championnat du monde de Formule 1 et de la douzième manche du championnat 2022. 
Le Grand Prix de France a fait son retour au Castellet après dix ans d'absence, en 2018. Le circuit varois avait déjà accueilli l'épreuve quatorze fois entre 1971 et 1983 et de 1985 à 1990, avant de laisser la place à Magny-Cours, pour dix-huit éditions, de 1991 à 2008.  Cette année, le Grand Prix de France passe du 17 au 24 juillet pour éviter un enchaînement de trois courses en trois semaines avec les Grands Prix d'Autriche et de Grande-Bretagne.
Charles Leclerc obtient sa septième pole position de la saison et la seizième de sa carrière grâce à l'aide de Carlos Sainz Jr. qui, relégué en fond de grille pour changement complet du groupe propulseur de sa F1-75 et n'ayant rien à jouer, fait le nécessaire pour accéder en Q3 puis se positionne sur la piste pour donner l'aspiration à son coéquipier, dans la ligne droite de Mistral jusqu'à l'entrée de la courbe de Signes. Cela offre à Leclerc un gain aérodynamique qui lui permet de battre Max Verstappen de trois dixièmes de seconde. Sergio Pérez place l'autre Red Bull RB18 en deuxième ligne devant Lewis Hamilton. Auteur du cinquième temps, Lando Norris s'intercale entre les deux Mercedes W13 et part devant George Russell sur la troisième ligne. Fernando Alonso et Yuki Tsunoda font mieux que leur coéquipiers français en se partageant la quatrième ligne alors que Daniel Ricciardo et Esteban Ocon, qui n'ont pas atteint la Q3, accèdent à la cinquième ligne compte tenu des pénalités infligées à Sainz et à Kevin Magnussen. 
Max Verstappen, en remportant son septième succès de l'année, creuse un écart de 63 points sur Charles Leclerc ; cette vingt-septième victoire en Formule 1 le voit devenir l'égal de Jackie Stewart. Le champion en titre bénéficie de l'abandon de son rival monégasque qui écrase sa Ferrari dans le mur de pneus du virage du Beausset après dix-huit tours alors qu'il roule en tête. Pour la première fois de la saison, les deux Mercedes sont sur le podium ; Lewis Hamilton, qui l'atteint pour la quatrième fois consécutive, passe la ligne d'arrivée devant George Russell après que ce dernier est parvenu à prendre le meilleur sur Sergio Pérez en fin de course. 
Leclerc sort du premier virage en tête devant Verstappen alors qu'Hamilton, qui a pris un excellent départ, s'installe en troisième position devant Pérez. Russell subtilise la cinquième place à Alonso après trois boucles. Verstappen reste dans la zone d'activation du DRS de Leclerc durant les  premiers tours puis ses pneus surchauffent et l'écart se creuse légèrement. Il décide dès lors de changer de pneus, au seizième tour, et ressort cinquième. Leclerc, en tête dans sa dix-huitième boucle, perd l'arrière de sa F1-75 à la réaccélération dans le « double droite » du Beausset, part en tête-à-queue puis tape le mur. Le Monégasque hurle de rage, d'autant qu'il ne parvient pas à enclencher la marche arrière pour se dégager. L'accident provoque la sortie de la voiture de sécurité et tous les pilotes, hormis Verstappen qui vient de s'arrêter, se chaussent de neuf. Le Néerlandais voit s'ouvrir devant lui un boulevard vers la victoire car Hamilton, deuxième, n'a aucun moyen de l'inquiéter.   
Parti du fond de la grille, Sainz remonte jusqu'à la troisième place en dépassant Pérez dans le quarantième tour ; rappelé au stand pour un deuxième arrêt, il ressort huitième et doit dépasser Ricciardo, Norris et Alonso puis réaliser le meilleur tour en course pour terminer cinquième. Au cinquantième passage, Zhou Guanyu abandonne en bord de la piste, ce qui provoque une procédure de voiture de sécurité virtuelle. À la relance, George Russell surprend Sergio Pérez dans le virage no 8 et lui ravit la troisième place. Derrière Sainz, Alonso profite de sa bonne position sur la grille de départ et d'un course solide pour finir sixième, devant Norris. Les deux Alpine sont dans les points, Esteban Ocon se classant huitième. Daniel Ricciardo prend les deux points de la neuvième place et Lance Stroll résiste aux assauts de son coéquipier Sebastian Vettel pour le dernier point en jeu.  
Au championnat du monde, Verstappen (233 points) a désormais 63 unités d'avance sur Leclerc (170 points) soit plus de deux victoires d'écart. Pérez (163 points) ne compte que sept points de retard sur le Monégasque. Les positions restent stables derrière, avec Sainz (144 points), Russell (143 points), Hamilton (127 points) et, plus loin, Norris septième (70 points) suivi par Ocon (56 points), Bottas (46 points) et Alonso, dixième avec 37 points. Red Bull Racing (396 points) caracole en tête du championnat des constructeurs, devant Ferrari (314 points) et Mercedes (270 points). Alpine (93 points) subtilise la quatrième place à McLaren (89 points) ; suivent Alfa Romeo (51 points), Haas (34 points), AlphaTauri (27 points), Aston Martin (19 points) et Williams (3 points).

## Pneus disponibles
| Pneus pour piste sèche | Pneus pour piste sèche | Pneus pour piste sèche | Pneus pluie    | Pneus pluie |
| ---------------------- | ---------------------- | ---------------------- | -------------- | ----------- |
| Durs (Type C2)         | Medium (Type C3)       | Tendres (Type C4)      | Intermédiaires | Pluie       |

## Essais libres

### Première séance, le vendredi de 14 h  à 15 h
| Pos. | Pilote           | Voiture             | Chrono         | Écart     |
| ---- | ---------------- | ------------------- | -------------- | --------- |
| 1    | Charles Leclerc  | Ferrari             | 1 min 33 s 390 |           |
| 2    | Max Verstappen   | Red Bull            | 1 min 34 s 021 | + 0 s 091 |
| 3    | Carlos Sainz Jr. | Ferrari             | 1 min 34 s 268 | + 0 s 338 |
| 4    | George Russell   | Mercedes            | 1 min 34 s 881 | + 0 s 951 |
| 5    | Pierre Gasly     | AlphaTauri-Red Bull | 1 min 34 s 979 | + 1 s 049 |
| 6    | Lando Norris     | McLaren-Mercedes    | 1 min 35 s 232 | + 1 s 302 |

- Nyck de Vries, pilote-essayeur pour Mercedes, remplace Lewis Hamilton au volant de la Mercedes W13 pour cette séance d'essais ; il réalise le neuvième temps en 1 min 35 s 426[5].
- Robert Kubica, pilote-essayeur pour Alfa Romeo F1 Team, remplace Valtteri Bottas à bord de l'Alfa Romeo C42 ; il réalise le dix-neuvième temps, en 1 min 36 s 322[5].

### Deuxième séance, le vendredi de 17 h à 18 h
| Pos. | Pilote           | Voiture          | Chrono         | Écart     |
| ---- | ---------------- | ---------------- | -------------- | --------- |
| 1    | Carlos Sainz Jr. | Ferrari          | 1 min 32 s 527 |           |
| 2    | Charles Leclerc  | Ferrari          | 1 min 32 s 628 | + 0 s 101 |
| 3    | Max Verstappen   | Red Bull         | 1 min 33 s 077 | + 0 s 550 |
| 4    | George Russell   | Mercedes         | 1 min 33 s 291 | + 0 s 764 |
| 5    | Lewis Hamilton   | Mercedes         | 1 min 33 s 517 | + 0 s 990 |
| 6    | Lando Norris     | McLaren-Mercedes | 1 min 33 s 607 | + 1 s 080 |

### Troisième séance, le samedi de 13 h à 14 h
| Pos. | Pilote           | Voiture  | Chrono         | Écart     |
| ---- | ---------------- | -------- | -------------- | --------- |
| 1    | Max Verstappen   | Red Bull | 1 min 32 s 272 |           |
| 2    | Carlos Sainz Jr. | Ferrari  | 1 min 32 s 626 | + 0 s 354 |
| 3    | Charles Leclerc  | Ferrari  | 1 min 32 s 909 | + 0 s 637 |
| 4    | Lewis Hamilton   | Mercedes | 1 min 33 s 255 | + 0 s 983 |
| 5    | Sergio Pérez     | Red Bull | 1 min 33 s 293 | + 1 s 021 |
| 6    | George Russell   | Mercedes | 1 min 33 s 376 | + 1 s 104 |

## Séance de qualifications

### Résultats des qualifications
| Pos.                                                                                      | Pilote           | Écurie                | Qualifications 1 | Qualifications 2 | Qualifications 3 |
| ----------------------------------------------------------------------------------------- | ---------------- | --------------------- | ---------------- | ---------------- | ---------------- |
| 1                                                                                         | Charles Leclerc  | Ferrari               | 1 min 31 s 727   | 1 min 31 s 216   | 1 min 30 s 872   |
| 2                                                                                         | Max Verstappen   | Red Bull              | 1 min 31 s 891   | 1 min 31 s 990   | 1 min 31 s 176   |
| 3                                                                                         | Sergio Pérez     | Red Bull              | 1 min 32 s 354   | 1 min 32 s 120   | 1 min 31 s 335   |
| 4                                                                                         | Lewis Hamilton   | Mercedes              | 1 min 33 s 041   | 1 min 32 s 274   | 1 min 31 s 765   |
| 5                                                                                         | Lando Norris     | McLaren-Mercedes      | 1 min 32 s 672   | 1 min 32 s 777   | 1 min 32 s 032   |
| 6                                                                                         | George Russell   | Mercedes              | 1 min 33 s 109   | 1 min 32 s 633   | 1 min 32 s 131   |
| 7                                                                                         | Fernando Alonso  | Alpine-Renault        | 1 min 32 s 819   | 1 min 32 s 631   | 1 min 32 s 552   |
| 8                                                                                         | Yuki Tsunoda     | AlphaTauri-Red Bull   | 1 min 33 s 394   | 1 min 32 s 836   | 1 min 32 s 780   |
| 9                                                                                         | Carlos Sainz Jr. | Ferrari               | 1 min 32 s 297   | 1 min 31 s 081   | Pas de temps     |
| 10                                                                                        | Kevin Magnussen  | Haas-Ferrari          | 1 min 32 s 756   | 1 min 32 s 649   | Pas de temps     |
| 11                                                                                        | Daniel Ricciardo | McLaren-Mercedes      | 1 min 33 s 404   | 1 min 32 s 922   |                  |
| 12                                                                                        | Esteban Ocon     | Alpine-Renault        | 1 min 33 s 346   | 1 min 33 s 048   |                  |
| 13                                                                                        | Valtteri Bottas  | Alfa Romeo-Ferrari    | 1 min 33 s 034   | 1 min 33 s 052   |                  |
| 14                                                                                        | Sebastian Vettel | Aston Martin-Mercedes | 1 min 33 s 285   | 1 min 33 s 276   |                  |
| 15                                                                                        | Alexander Albon  | Williams-Mercedes     | 1 min 33 s 423   | 1 min 33 s 307   |                  |
| 16                                                                                        | Pierre Gasly     | AlphaTauri-Red Bull   | 1 min 33 s 439   |                  |                  |
| 17                                                                                        | Lance Stroll     | Aston Martin-Mercedes | 1 min 33 s 439   |                  |                  |
| 18                                                                                        | Zhou Guanyu      | Alfa Romeo-Ferrari    | 1 min 33 s 674   |                  |                  |
| 19                                                                                        | Mick Schumacher  | Haas-Ferrari          | 1 min 33 s 701   |                  |                  |
| 20                                                                                        | Nicholas Latifi  | Williams-Mercedes     | 1 min 33 s 794   |                  |                  |
| Temps minimal à réaliser pour la qualification : 1 min 38 s 147 (107 % de 1 min 31 s 727) |                  |                       |                  |                  |                  |

### Grille de départ
- Carlos Sainz Jr., auteur du neuvième temps, est pénalisé d'un renvoi en fond de grille en raison d'un changement de groupe motopropulseur (nouveau moteur à combustion interne, unité de contrôle électronique, MGU-K et MGU-H, dépassant le quota autorisé pour ces pièces) ; il s'élance dix-neuvième [9] ;
- Kevin Magnussen, auteur du dixième temps, est pénalisé d'un renvoi en fond de grille en raison d'un changement de groupe motopropulseur (nouveau moteur à combustion interne, turbocompresseur, MGU-K et MGU-H, dépassant le quota autorisé pour ces pièces) ; il s'élance vingtième[9].

## Course

### Classement de la course
| Pos. | no | Pilote           | Écurie                | Tours | Temps/Abandon                                           | Grille | Points |
| ---- | -- | ---------------- | --------------------- | ----- | ------------------------------------------------------- | ------ | ------ |
| 1    | 1  | Max Verstappen   | Red Bull              | 53    | 1 h 30 min 02 s 112 (206,379 km/h)                      | 2      | 25     |
| 2    | 44 | Lewis Hamilton   | Mercedes              | 53    | + 10 s 587                                              | 4      | 18     |
| 3    | 63 | George Russell   | Mercedes              | 53    | + 16 s 495                                              | 6      | 15     |
| 4    | 11 | Sergio Pérez     | Red Bull              | 53    | + 17 s 310                                              | 3      | 12     |
| 5    | 55 | Carlos Sainz Jr. | Ferrari               | 53    | + 28 s 872 (+ 5 secondes de pénalité purgées en course) | 19     | 10 + 1 |
| 6    | 14 | Fernando Alonso  | Alpine-Renault        | 53    | + 42 s 879                                              | 7      | 8      |
| 7    | 4  | Lando Norris     | McLaren-Mercedes      | 53    | + 52 s 026                                              | 5      | 6      |
| 8    | 31 | Esteban Ocon     | Alpine-Renault        | 53    | + 56 s 959 (+ 5 secondes de pénalité purgées en course) | 10     | 4      |
| 9    | 3  | Daniel Ricciardo | McLaren-Mercedes      | 53    | + 1 min 00 s 372                                        | 9      | 2      |
| 10   | 18 | Lance Stroll     | Aston Martin-Mercedes | 53    | + 1 min 02 s 549                                        | 15     | 1      |
| 11   | 5  | Sebastian Vettel | Aston Martin-Mercedes | 53    | + 1 min 04 s 494                                        | 12     |        |
| 12   | 10 | Pierre Gasly     | AlphaTauri-Red Bull   | 53    | + 1 min 05 s 448                                        | 14     |        |
| 13   | 23 | Alexander Albon  | Williams-Mercedes     | 53    | + 1 min 08 s 565                                        | 13     |        |
| 14   | 77 | Valtteri Bottas  | Alfa Romeo-Ferrari    | 53    | + 1 min 16 s 666                                        | 11     |        |
| 15   | 47 | Mick Schumacher  | Haas-Ferrari          | 53    | + 1 min 20 s 394                                        | 17     |        |
| 16   | 24 | Zhou Guanyu      | Alfa Romeo-Ferrari    | 47    | Moteur                                                  | 16     |        |
| Abd. | 6  | Nicholas Latifi  | Williams-Mercedes     | 40    | Accrochage                                              | 18     |        |
| Abd. | 20 | Kevin Magnussen  | Haas-Ferrari          | 37    | Accrochage                                              | 20     |        |
| Abd. | 16 | Charles Leclerc  | Ferrari               | 17    | Accident                                                | 1      |        |
| Abd. | 22 | Yuki Tsunoda     | AlphaTauri-Red Bull   | 17    | Dégâts                                                  | 8      |        |

- Carlos Sainz Jr. est pénalisé de cinq secondes qu'il purge lors de son arrêt au stand du 42e tour, pour être reparti de manière dangereuse, juste devant le museau de la Williams d'Alexander Albon après avoir ignoré le feu rouge lors de son arrêt précédent au 18e tour[11] ;
- Esteban Ocon est pénalisé de cinq secondes, qu'il purge lors de son arrêt au stand du 18e tour, jugé responsable du tête-à-queue de Yuki Tsunoda qu'il a provoqué en l'accrochant dans le premier tour[12] ;
- Zhou Guanyu écope de cinq secondes de pénalité pour avoir percuté Mick Schumacher ; celle-ci est sans conséquence sur son classement final après son abandon au quarante-septième tour[13].

### Pole position et record du tour
- Pole position :  Charles Leclerc (Ferrari) en 1 min 30 s 872 (231,438 km/h)[14].
- Meilleur tour en course :  Carlos Sainz Jr. (Ferrari) en 1 min 35 s 781 (219,575 km/h) au cinquante-et-unième tour ; cinquième de la course, il remporte le point bonus associé au meilleur tour en course[15].

### Tours en tête
- Charles Leclerc (Ferrari) : 17 tours (1-17)[16]
- Lewis Hamilton (Mercedes) : 1 tour (18)
- Max Verstappen (Red Bull) : 35 tours (19-53)

## Classements généraux à l'issue de la course
| Pos. | Pilote           | Écurie                | Points |
| ---- | ---------------- | --------------------- | ------ |
| 1    | Max Verstappen   | Red Bull              | 233    |
| 2    | Charles Leclerc  | Ferrari               | 170    |
| 3    | Sergio Pérez     | Red Bull              | 163    |
| 4    | Carlos Sainz Jr. | Ferrari               | 144    |
| 5    | George Russell   | Mercedes              | 143    |
| 6    | Lewis Hamilton   | Mercedes              | 127    |
| 7    | Lando Norris     | McLaren-Mercedes      | 70     |
| 8    | Esteban Ocon     | Alpine-Renault        | 56     |
| 9    | Valtteri Bottas  | Alfa Romeo-Ferrari    | 46     |
| 10   | Fernando Alonso  | Alpine-Renault        | 37     |
| 11   | Kevin Magnussen  | Haas-Ferrari          | 22     |
| 12   | Daniel Ricciardo | McLaren-Mercedes      | 19     |
| 13   | Pierre Gasly     | AlphaTauri-Red Bull   | 16     |
| 14   | Sebastian Vettel | Aston Martin-Mercedes | 15     |
| 15   | Mick Schumacher  | Haas-Ferrari          | 12     |
| 16   | Yuki Tsunoda     | AlphaTauri-Red Bull   | 11     |
| 17   | Zhou Guanyu      | Alfa Romeo-Ferrari    | 5      |
| 18   | Lance Stroll     | Aston Martin-Mercedes | 4      |
| 19   | Alexander Albon  | Williams-Mercedes     | 3      |

| Pos. | Écurie                | Points |
| ---- | --------------------- | ------ |
| 1    | Red Bull              | 396    |
| 2    | Ferrari               | 314    |
| 3    | Mercedes              | 270    |
| 4    | Alpine-Renault        | 93     |
| 5    | McLaren-Mercedes      | 89     |
| 6    | Alfa Romeo-Ferrari    | 51     |
| 7    | Haas-Ferrari          | 34     |
| 8    | AlphaTauri-Red Bull   | 27     |
| 9    | Aston Martin-Mercedes | 19     |
| 10   | Williams-Mercedes     | 3      |

## Statistiques
Le Grand Prix de France 2022 représente :
- la 16e pole position de Charles Leclerc (toutes obtenues avec Ferrari), sa septième de la saison[20] ;
- la 27e victoire de Max Verstappen, sa septième de la saison[21] ;
- la 83e victoire de Red Bull[22] ;
- la 8e victoire de Red Bull en tant que motoriste[23] ;
- le 300e Grand Prix de Lewis Hamilton[24].

Au cours de ce Grand Prix :
- en remportant sa 27e victoire, Max Verstappen égale le triple champion du monde Jackie Stewart ; il pointe désormais au neuvième rang des pilotes les plus victorieux[25] ;
- Max Verstappen dispute son 130e Grand Prix avec Red Bull Racing et devient, devant Mark Webber, le pilote le plus capé de l'écurie autrichienne[26] ;
- Lewis Hamilton porte son record à 187 podiums[27] ;
- Fernando Alonso (346e départs en Grand Prix) devient le pilote ayant parcouru le plus de tours en Formule 1 avec 18 672 tours ; il devance Kimi Räikkönen (18 621 tours)[28] ;
- Carlos Sainz Jr. est élu « Pilote du jour » à l'issue d'un vote organisé sur le site officiel de la Formule 1[29] ;
- Vitantonio Liuzzi (80 départs en Grands Prix entre 2005 et 2011, 26 points inscrits) est nommé conseiller par la FIA pour aider dans leurs jugements le groupe des commissaires de course[30].